# Rick Overton

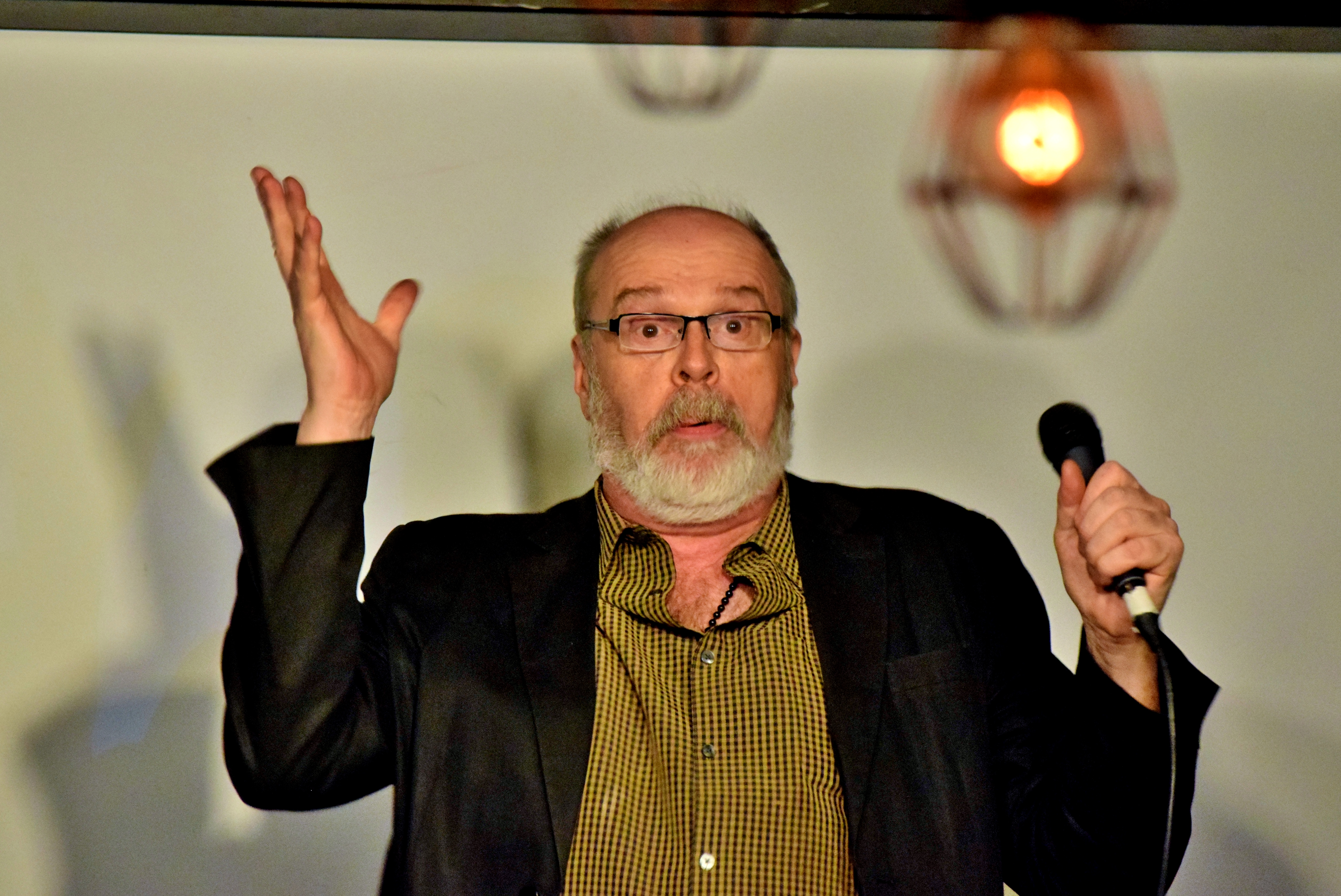
Rick Overton, 2017

Richard Overton (* 10. August 1954 in Queens, New York City, USA) ist ein US-amerikanischer Schauspieler und Drehbuchautor.

## Leben
Overton wuchs in Englewood in New Jersey auf. Sein Vater war der Jazzmusiker Hall Overton, seine Mutter Nancy (1926–2009) zeitweise ein Mitglied der berühmten Gesangsgruppe The Chordettes.
Seine erste Filmrolle hatte er 1982 in Küss mich, Doc. In der Folge hatte er kleinere Rollen in weiteren Spielfilmen, darunter Beverly Hills Cop – Ich lös’ den Fall auf jeden Fall, Willow und Mrs. Doubtfire – Das stachelige Kindermädchen. In der von Roland Emmerich produzierten Science-Fiction-Komödie High Crusade – Frikassee im Weltraum spielte er die Hauptrolle. Er trat auch als Gaststar in Fernsehserien wie Remington Steele, Eine schrecklich nette Familie und Emergency Room – Die Notaufnahme auf. In der nur kurzlebigen Fernsehserie Bill & Ted’s Excellent Adventures, die auf dem gleichnamigen Film basiert, spielte er 1991 die Rolle des Rufus.
Von 1994 bis 1996 war Overton einer der Drehbuchautoren von Dennis Miller Live auf HBO. Für seine Arbeit wurde er 1996 mit einem Emmy-Award ausgezeichnet, im darauf folgenden Jahr wurde er für einen weiteren Emmy sowie für den WGA Award nominiert.

## Filmografie (Auswahl)
- 1982: Die unglaubliche Reise in einem verrückten Raumschiff (Airplane II: The Sequel)
- 1984: Beverly Hills Cop – Ich lös’ den Fall auf jeden Fall (Beverly Hills Cop)
- 1986: Gung Ho
- 1988: Zebo, der Dritte aus der Sternenmitte (Earth Girls Are Easy)
- 1988: Willow
- 1989: Blinde Wut (Blind Fury)
- 1991: Rocketeer (The Rocketeer)
- 1993: Mrs. Doubtfire – Das stachelige Kindermädchen (Mrs. Doubtfire)
- 1993: Und täglich grüßt das Murmeltier (Groundhog Day)
- 1994: High Crusade – Frikassee im Weltraum (The High Crusade)
- 1998: My Giant – Zwei auf großem Fuß (My Giant)
- 1999: EDtv
- 2002: Arac Attack – Angriff der achtbeinigen Monster (Eight Legged Freaks)
- 2004: New York Taxi (Taxi)
- 2005: Dick und Jane (Fun with Dick and Jane)
- 2005: So was wie Liebe (A Lot Like Love)
- 2006: President Evil (The Tripper)
- 2008: Cloverfield
- 2009: Wonder Woman (Stimme)
- 2009: Der Informant! (The Informant!)
- 2009: A Fork in the Road
- 2010: Dinner für Spinner (Dinner for Schmucks)

## Auszeichnungen
- 1996: Emmy-Award für Dennis Miller Live
- 1997: WGA-Award-Nominierung für Dennis Miller Live
- 1997: Emmy-Nominierung für Dennis Miller Live